# 공포새
공포새(恐怖새, Terror bird)는 거대한 육식성 날지 못하는 새들의 계통군인 공포새과(Phorusrhacidae)에 속하는 동물들이다.

## 특징 및 생태
공포새들은 6천 2백만 년 전에서 2백만 년 전까지 신생대에 남아메리카 대륙에서 가장 큰 최상위 포식자로 군림했다. 공포새는 초기엔 크기가 그리 크지 않았으나 천적이 없는 환경에서 최상위 포식자 역할을 수행하며 그 크기가 커졌다. 타조처럼 목과 다리가 가늘고 길며, 다른 조류에 비해 부리를 포함한 머리가 상당히 크다. 부리를 이용해 중대형 포유류나 파충류 등을 사냥했을 것으로 추정된다. 날개가 퇴화되어 날지 못하고 오늘날의 타조처럼 날개에 공룡의 앞발톱과 유사한 앞발톱이 있다. 티타니스속의 경우 드로마에오사우루스과와 유사한 두 번째 발톱이 특징. 목과 다리가 길며, 두개골은 조류치고는 상당히 커서 수각류와 유사한 구조이다. 부리 구조상 수직으로 내리찍으며 치고 빠지는 형식으로 사냥했을 가능성이 크다. 또한 두개골 CT 스캔을 통한 청각체계 연구결과는 이들이 오늘날 새와는 다른 매우 낮게 울리는 소리를 냈음을 시사한다. 또한 가스토르니스는 공포새와 유사하게 생겼으나 오리나 기러기와 가까운 초식성 새이다.
공포새는 2백만년 전 검치호 같은 태반류 포식자들과 먹이가 겹쳐 생존 경쟁을 벌였으나, 태반류 포식자들이 알을 주로 공격하며 공포새는 점차 수가 줄고, 결국 티타니스를 마지막으로 멸종했다.

## 하위 분류
Alvarenga와 Höfling의 변경(2003년)에 따르면, 공포새과에는 5개 아과, 14개 속, 18개 종이 있다.
- 브론토르니스아과(Brontornithinae) - 신장 2.3 미터(7.5 피트)의 거대한 종들. 공포새과에 속하는지 의견이 분분함.
  - 브론토르니스속(Brontornis): 마이오세 초기 ~ 마이오세 중기
  - 파라퓌소르니스속(Paraphysornis): 올리고세 말기 ~ 마이오세 초기 브라질
  - 퓌소르니스속(Physornis): 올리고세 중기 ~ 올리고세 말기 아르헨티나
- 포루스라코스아과(Phorusrhacinae) - 신장 3.2 미터(10 피트)의 거대한 종들이지만, 체격이 호리호리하여 브론토르니스아과보다 훨씬 민첩했던 것으로 보임.
  - 데빈켄지아속(Devincenzia): 마이오세 말기 ~ 플라이오세 초기 아르헨티나와 우루과이
  - 켈렌켄속(Kelenken): 마이오세 중기 아르헨티나 (현재까지 발견된 공포새 중 가장 크다.)
  - 포루스라코스속(Phorusrhacos): 마이오세 초기 ~ 마이오세 중기
  - 티타니스속(Titanis): 플라이오세 초기 ~ 플라이스토세 초기
- 파타고르니스아과(Patagornithinae) - 중간 크기에 매우 민첩한 종들로 신장은 1.7 미터(5.6 피트) 정도.
  - 파타고르니스속(Patagornis): 산타크루즈 초기 ~ 마이오세 중기 아르헨티나 (모레노메르케라리아(Morenomerceraria), 팔라에오키코니아(Palaeociconia), 톨모두스(Tolmodus) 포함.)
  - 앤드루소르니스속(Andrewsornis): 올리고세 중기 ~ 올리고세 말기 아르헨티나
  - 안달갈로르니스속(Andalgalornis): 마이오세 말기 ~ 플라이오세 초기
- 프실롭테루스아과(Psilopterinae) - 신장 70 ~ 100 센티미터(2.3 ~ 3.3 피트) 정도의 소형종.
  - 프실롭테루스속(Psilopterus): 올리고세 중기 ~ 마이오세 말기 아르헨티나
  - 프로카리아마속(Procariama): 마이오세 말기 ~ 플라이오세 초기 아르헨티나
  - 팔레옵실롭테루스속(Paleopsilopterus): 발레오세 중기 브라질
- 메셈브리오르니스아과(Mesembriornithinae) - 신장 1.2 ~ 1.5 미터(3.9 ~ 4.9 피트) 정도의 중형종.
  - 메셈브리오르니스속(Mesembriornis): 마이오세 말기 ~ 플라이오세 말기